# 王洀
王洀（1521年—？），字道徵，號松川，大寧都司營州中屯衛官籍，直隸徐州人，明朝政治人物。

## 生平
嘉靖二十二年（1543年）癸卯科順天鄉試第五十九名舉人，三十五年（1556年）中式丙辰科會試第二百六十五名，三甲第八十五名進士。通政司觀政，授河南固始縣知縣，三十六年（1557年）調嘉定縣知縣。三十八年（1559年）升戶部主事，致仕。

## 家族
祖父王林，封監察御史；父王鏜，河南按察司副使。母許氏，封孺人。兄王沭、王治。